# FRD-903
FRD-903（又称六氟环氧丙烯二聚酸、HFPO-DA和2,3,3,3-四氟-2-(七氟丙氧基)丙酸）是一种用于GenX过程中的化合物。这个合成的石油化工产品也可描述为全氟烷醚羧酸（PFECA）。它不能生物降解，也不能被水解。
FRD-903的铵羧酸盐是FRD-902（2,3,3,3-四氟-2-(七氟丙氧基)丙酸铵）。科慕公司为这个化合物注册商标，作为GenX过程的一部分。